# Igor Šterk
Igor Šterk,  slovenski režiser in scenarist, * 1968, Ljubljana.
Diplomiral je na Akademiji za gledališče, radio, film in televizijo v Ljubljani, kjer je v času študija posnel tri študentske filme. Leta 1997 je posnel prvi celovečerni film Ekspres, ekspres, za katerega je leta 1998 prejel nagrado Prešernovega sklada, skupno jih je posnel pet.
Je sin pomorščaka Jureta Šterka.

## Režirani filmi
- Razglednice (1989) študijski dokumentarni film
- One way ticket (1992) študijski igrani film
- Ekspres, ekspres (1997) celovečerni igrani film
- Ljubljana (2002) celovečerni igrani film
- Uglaševanje (2005) celovečerni igrani film
- Every Breath you take (2007) kratki igrani film
- 9:06 (2009) celovečerni igrani film
- Pojdi z mano (2016) celovečerni igrani film